# Pipistrellus pygmaeus
Il pipistrello pigmeo o pipistrello soprano (Pipistrellus pygmaeus  Leach, 1825) è un pipistrello della famiglia dei Vespertilionidi diffuso in Europa.

## Descrizione

### Dimensioni
Pipistrello di piccole dimensioni, con la lunghezza della testa e del corpo tra 36 e 51 mm, la lunghezza dell'avambraccio tra 28 e 33 mm, la lunghezza della coda tra 23 e 36 mm, la lunghezza delle orecchie tra 9 e 13 mm e un peso fino a 8 g.

### Aspetto
La pelliccia è densa e setosa. Le parti dorsali variano dal castano al bruno-rossastro, mentre le parti ventrali sono grigio-giallastre. Il muso è largo, con due masse ghiandolari sui lati e un solco profondo tra le narici. Gli occhi sono piccoli. Le orecchie sono corte, triangolari, ben separate tra loro e con l'estremità arrotondata. Il trago è corto, con l'estremità arrotondata leggermente curvata in avanti. Le membrane alari sono chiare ed opache. La coda è lunga ed è completamente inclusa nell'ampio uropatagio, il quale è densamente ricoperto di peli alla base. Il calcar è lungo e provvisto di un piccolo lobo. Il pene è leggermente bulboso.

### Ecolocazione
Emette ultrasuoni ad alto ciclo di lavoro sotto forma di impulsi di breve durata a frequenza quasi costante iniziale di 50-64,7 kHz, finale di 52–57 kHz e massima energia a 55,5 kHz.

## Biologia

### Comportamento
Si rifugia in colonie di alcune centinaia di individui all'interno delle fessure e crepe di edifici, nelle bat boxes e nelle cavità degli alberi. In estate forma vivai di 25-50 femmine spesso insieme ai pipistrelli di Nathusius, mentre i maschi tendono ad essere solitari. L'attività predatoria inizia 20 minuti dopo il tramonto, prima durante le notti più calde e umide. Il volo è agile, fluttuante ed erratico e viene effettuato a 5-10 metri dal suolo.

### Alimentazione
Si nutre di insetti, particolarmente chironomidi ed altri insetti acquatici, catturati in volo vicino a specchi d'acqua.

### Riproduzione
Danno alla luce un piccolo, più raramente due gemelli, alla volta a fine giugno o inizi di luglio. Gli accoppiamenti avvengono in tarda estate e in autunno. L'aspettativa di vita è di circa 12 anni.

## Distribuzione e habitat
Questa specie è diffusa in Europa, dal Portogallo fino al Caucaso ad est e la parte meridionale della penisola scandinava a nord. In Italia è presente in Abruzzo, Lazio, Campania e Sardegna.
Vive nei boschi, nelle zone umide e nelle aree urbane.

## Tassonomia
Sono state riconosciute 2 sottospecie:
- P.p.pygmaeus: Portogallo, Spagna, Francia sud-occidentale e centro-orientale, Corsica, Gran Bretagna, Irlanda, Svizzera nord-occidentale, Austria settentrionale, Germania centrale, Danimarca orientale, Polonia, Repubblica Ceca, Slovacchia, Ungheria settentrionale, Italia centrale, Sardegna, Slovenia; Bosnia ed Erzegovina, Croazia e Serbia settentrionali, Grecia, isola di Rodi, Romania nord-occidentale e centrale, Moldavia meridionale, Ucraina orientale, Bielorussia settentrionale, Lituania, Lettonia, Estonia; Svezia e Norvegia meridionali, Armenia, Azerbaigian, Georgia e Russia sud-occidentale;
- P.p.cyprius (Benda, 2007): Cipro.

Questa specie è stata recentemente separata dal pipistrello nano alla luce di differenze molecolari e della configurazione dell'ecolocazione, con frequenze generalmente più basse rispetto a quest'ultimo.

## Conservazione
La IUCN Red List, considerato il vasto areale e l'abbondanza, classifica P.pygmaeus come specie a rischio minimo (Least Concern)).